# Babice (Uherské Hradiště-i járás)
Babice község Csehországban, Uherské Hradištěban. Babice Huštěnovice, Kněžpole, Kudlovice, Topolná és Spytihněv településekkel határos. Lakosainak száma 1845 fő (2024. január 1.).

## Népesség
A település lakosságának változását az alábbi diagram mutatja:
| Lakosok száma | 878  | 1187 | 1345 | 1622 | 1615 | 1777 | 1785 | 1832 | 1720 | 1845 |
|               | 1869 | 1900 | 1921 | 1961 | 1980 | 2011 | 2016 | 2019 | 2021 | 2024 |